# Římskokatolická farnost Novosedly
Římskokatolická farnost Novosedly je územní společenství římských katolíků s farním kostelem svatého Oldřicha v obci Novosedly v mikulovském děkanství v rámci brněnské diecéze.

## Historie farnosti
Fara byla v Novosedlech zřejmě již od vzniku vsi a připomíná se poprvé v roce 1276. V 15. století se však obyvatelstvo přiklonilo k nekatolickému vyznání a v roce 1565 tady působil luterský farář. Za třicetileté války fara zanikla a obec byla přifařena do Drnholce. V sedmdesátých letech 18. století byla církevní správa obnovena a v roce 1859 byla lokálie povýšena na faru.

## Duchovní správci
Administrátorem excurrendo je od 1. srpna 2009 R. D. Mgr. Jiří Komárek.

## Bohoslužby
| Kostel           | Místo     | Bohoslužba (den)     | Hodina                           | Poznámka     |
| ---------------- | --------- | -------------------- | -------------------------------- | ------------ |
| svatého Oldřicha | Novosedly | neděle pondělí pátek | 9.00 17.00 (zima) / 18.00 (léto) | farní kostel |

## Aktivity ve farnosti
Dnem vzájemných modliteb farností za bohoslovce a bohoslovců za farnosti brněnské diecéze je 7. říjen. Adorační den připadá na nejbližší neděli po 8. dubnu.
Farnost se zapojuje do projektu Noc kostelů.
Ve farnosti se pravidelně pořádá tříkrálová sbírka. V roce 2015 se při ní vybralo 24 523 korun.Při sbírce v roce 2016 činil výtěžek 23 302 korun.